# Castelguglielmo
Castelguglielmo är en ort och kommun i provinsen Rovigo i regionen Veneto i Italien. Kommunen hade 1 539 invånare (2018).